# Ielena Ósipova
Ielena Ósipova (en rus Елена Андреевна Осипова) (Sant Petersburg, 1945) és una artista i activista política russa. Els mitjans de comunicació la van anomenar "àvia per a la pau" quan va ser arrestada per protestar contra la invasió russa d'Ucraïna.
Osipova va començar el seu activisme l'any 2002, després de la presa d'ostatges del Teatre Dubrovka de Moscou pels terroristes txetxens per protestar contra la invasió de Txetxènia.
Des d'aleshores es va convertir en una figura coneguda a Sant Petersburg per les seves manifestacions públiques, amb pancartes pintades per ella mateixa que sovint representaven els horrors fantasmals infligits per la violència d'estat.
El 2 de març de 2022 va ser arrestada juntament amb altres manifestants a la seva ciutat natal per manifestar-se contra la invasió russa d'Ucraïna. L'activista apareixia amb una pancarta que deia: “Fill, no vagis a aquesta guerra! Soldat deposa les teves armes i seràs un heroi de veritat". Les imatges de la seva detenció es van compartir àmpliament a les xarxes socials.